# アレクセイ・ミレル

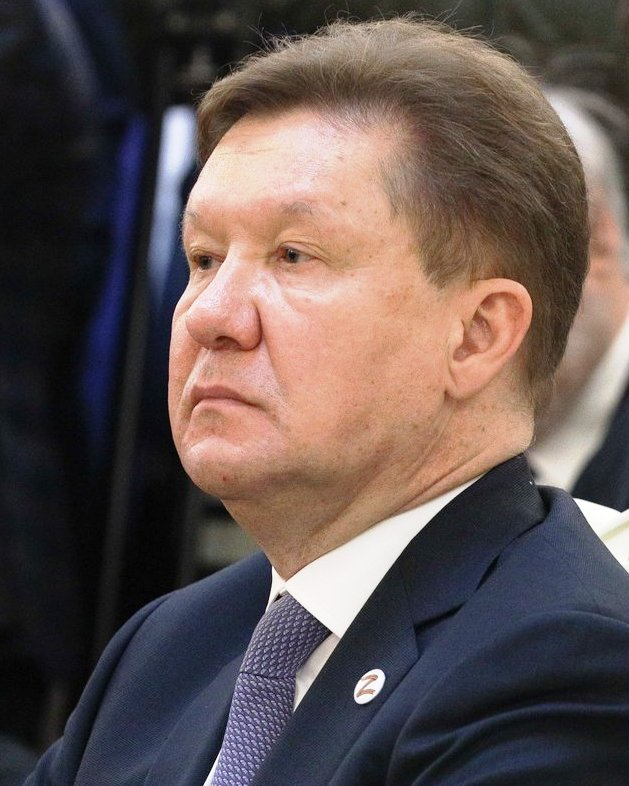

アレクセイ・ボリソヴィッチ・ミレル（ロシア語: Алексе́й Бори́сович Ми́ллер, Alesei Borisovich Miller、1962年1月31日－　）は、ロシアの官僚、企業家。ロシアの国営エネルギー企業ガスプロム取締役会副議長兼代表取締役社長（CEO）。経済学博士。
「コメルサン」によると、ミレルは2020年度トップ10のロシア起業家及びトップマネージャーにランクインしている。

## 人物・略歴
1962年1月31日、レニングラード（現在のサンクトペテルブルク）でドイツ系ロシア人の家庭で生まれる。母‐リュドミラ・アレクサンドロヴナ・ミレル(1936-2009)、父 ‐ボリス・ヴァシリエビッチ・ミレル(1935-1986)。両親は、後にNPOレニテッツに転身したUSSRの航空産業省の無線エレクトロニクス研究所で働いていた。母はエンジニアとして働き、父親は技術士だった。父は癌で死去。両親はサンクトペテルブルクのキノヴェエフスキー墓地に埋葬されている。ミレルは、レニングラードのネフスキー地区No.330学校で学んだ。
1984年、ヴォズネセンスキー・レニングラード金融経済大学を卒業。
1980年代、レニングラード改革派の経済学者のサークルの一員となり、その非公式指導者はアナトリー・チュバイスであった。1987年、ドミトリー・ヴァシリエフ、ミハイル・ドミトリエフ、アンドレイ・イラリオノフ、ボリス・ルヴィン、ミハイル・マネビッチアンドレイ・ランコフ、アンドレイ・プロコフィエフ、ドミトリー・トラヴィンなど、新レニングラード・エコノミストや社会科学者が参加する「センテス」のメンバーとなった。
- 1984—1986 — LenNIIproektのエンジニア・エコノミスト。
- 1987年—1990 — LFEIヴォズネセンスキー大学院生。
- 1990 — レンニプロエクトのジュニア研究者。
- 1990—1991 —レニングラード市議会執行委員会経済改革委員会に参加。
- 1991-1996 — サンクトペテルブルク市役所対外関係委員会副部長、委員会の副議長(委員会長はウラジーミル・プーチン)に従事。
- 1996-1999 —「公共株式会社サンクトペテルブルク海港開」取締役就任。
- 1999-2000 —「公共株式会社バルトパイプラインシステム」代表取締役就任。
- 2000—2001 —ロシア連邦エネルギー副大臣就任。

2002年6月、レム・ヴャヒレフの後任として欧州ビジネス会議(2015年から国際ビジネス会議)の会長に選出された。
2010年5月18日、ロシアサッカー連盟の副会長に選出された。
2012年第2四半期には、公共株式会社「ロシアヒッポドローム」の取締役会長に就任した。

### ガスプロムでの活動
2001年に公共株式会社ガスプロムの経営委員会会長に就任。2002年から、 公共株式会社ガスプロムの取締役会長。
2010年初頭、ハーバード・ビジネス・レビュー誌によると、世界の経営者2000人を調査した結果、ミレルは世界で最も影響力があるトップマネージャー3位にランクインした。
2016年2月に、ガスプロムとの契約を5年間延長した。

## 制裁
関連項目: 2014年のウクライナの出来事に関連する制裁
2018年4月6日、プーチン氏側近17人の役人及び7人のロシア人ビジネスマンとして、米国の制裁「クレムリンリスト」に含まれた。

## 個人的な生活、趣味
公人ではないイリーナ・ミレルと結婚している。息子は妻が育てた。アレクセイには、前妻との間に娘がいる。
趣味は馬術。乗馬品種の種馬を所有している - ヴェセョルイ(米国から輸入)とフルグラント。種牡馬は幾度も賞を受賞したサラブレッド。
アレクセイ・ミレルは、公共株式会社ガスプロムが主要スポンサーであるFCゼニットの試合観戦に積極的に参加している。

## 受賞
- 「祖国への功績」I等 (2017)
- 「祖国への功績」IV等(2006年3月27日) - ロシア連邦のガス複合ガス開発における功績
- アレクサンドル・ネフスキー勲章(2014)
- 勲章「祖国への功労のために」II学位(2002年3月2日) -ロシア連邦に対する功績
- メダル・ストリピン・P・AI学位(2018年2月27日、ロシア連邦政府)- 国内ガス複合施設の開発に対する功績。
- 聖メスロップ・マシュトトー勲章(アルメニア)
- 友好勲章(2015年4月16日、アルメニア)-アルメニア共和国とロシア連邦の間の経済関係の発展と強化に多大な貢献のために、アルメニアとロシアの人々の友好関係を強化
- "ドスティク"II学位(2006年10月2日、カザフスタン)-カザフスタン共和国とロシア連邦の間の協力の強化と発展への貢献
- 「ダナカー 」(2016年10月15日、キルギス)-石油・ガスセクターにおけるキルギスとロシアの協力を強化し、キルギス共和国の領土における社会経済プロジェクトの実施に大きく貢献
- 名誉勲章(2009年8月24日、南オセチア)-人々の友好と協力の強化及び、ガスパイプライン「Dzuariqau - Tskhinval」の建設に大きな貢献。
- 共和国勲章(2009年9月8日、モルドバ)-ロシア連邦とモルドバ共和国のガス管理複合体間の相互に有益な関係の確立と発展における高評価。
- イタリア共和国功労勲章大役員(2010年2月12日、イタリア)
- 名誉バッジのI度の十字架「オーストリア共和国への奉仕のために」(オーストリア、2003年）
- セルビア国旗の勲章II学位(セルビア、2019)
- 功労勲章のグランドクロス(ハンガリー) - エネルギー協力に対する功績。
- 労働勲章I学位(ベトナム、2011)
- ロシア連邦大統領のディプロマ(2012年2月6日) -ガス複合体の開発と長期的な功績。
- 科学技術分野におけるロシア連邦政府賞(2011年2月25日) -戦略的ガス輸送プロジェクトのための新世代の高強度パイプの生産のための技術の関する功績。
- ラドネジ聖セルギウス勲章II度(ROC)
- サロフ聖セラフィム勲章I学位(ROC、2009)
- 栄光と名誉勲章II学位(ROC、2013) -ロシア正教会の為、そしてアレクサンドル・ネフスキー修道院の創設300周年に関連する作品を考慮。
- アストラハン名誉市民(2008年)
- ニジニ・ノヴゴロド地方勲章「市民の武勇と名誉のために」I学位 (2010)
- 「カザフスタン正教会への功労のために」(2012年、ロシア正教会のカザフスタン首都圏)。
- 名誉のバッジ「街の美しさの世話のために」(サンクトペテルブルク政府、2016)

## 追記
1. アレクセイ・ミレル /ムンジンガー・ペルソナ (ドイツ語)
2. Перейти обратно: 1 2 http://spb-tombs-walkeru.narod.ru/2014/6/miller.jpg
3. ミレルアレクセイ — 伝記、事実 - ^ b c d f n f v s te f b c d e f v vrb.ru. 2013年5月14日取得。
4. ミレル・アレクセイ・ボリソヴィッチ — 伝記.RBC. 2013年5月14日に取得。
5. ミレル、アレクセイ - 主な伝記. Lenta.ru(2013年5月14日) 2006年12月22日に取得。2013年5月15日に最初からアーカイブ。
6. アレクセイ・ボリソヴィッチ・ミレル.ガスプロム. 2013年5月14日に取得。2013年5月15日に最初からアーカイブ。
7. 優秀なビジネスマンのリーグ-2021 .
8. [spb-tombs-walkeru.narod.ru/2014/6/20.htm ミラーズ]
9. アンドレイ・コレスニコフチーム// 未知のチュバイス. 伝記からのページ. - M."ザハロフ", 2003. - ISBN 5-8159-0377-9.
10. ドミトリー・トラヴィン・ミハイル・マネヴィッチとサンクトペテルブルクの知的生活 80-90-ies . "Delo". — 13.08.2007. - No 29 (474). 2008年5月4日に第1位からアーカイブ。
11. ミレルA .B.. 2015年9月11日に取得。
12. IBC|www.international-bc-online.org/?lang=ru の社長
13. RFU執行委員会の成果 - ^ b c d f n f v s te f b c d e f v v 2010年5月18日取得。2010年11月28日に最初からアーカイブ。
14. Перейти обратно: 1 2 エレナ ヴィノグラドヴァ.ミラー・オン・ザ・ラン/ ヴェドモスティ、No 152 (3166), 2012年8月15日
15. アレクセイ・ミレルは、コメルサント|さらに5年間ガスプロムのトップに残ります
16. Days.ru オンライン新聞版5.0 /ミラーは、世界で最高のマネージャーのトップに入りました
17. ウクライナ/ロシア関連の指定と識別の更新;シリア指定;キングピン法指定;ウクライナ/ロシア関連の一般ライセンスの発行 12 と 13;新しい FAQ と更新された FAQ の公開 。www.treasury.gov. - «MILLER, アレクセイ・ボリソヴィッチ, モスクワ, ロシア;DOB 1962年1月31日POBサンクトペテルブルク, ロシア連邦;性別男性(個人)[ウクライナ-EO13661]»。2018年4月24日に取得。
18. アレクセイ・ミレル.
19. アレクセイ・ミレルは、ロシアの最高の注文の一つを授与されました
20. ロシア連邦大統領の法令 2006年3月27日の第265回
21. 合意された偉業
22. 2002年3月2日 ロシア連邦大統領令 第248 「ロシア連邦の国家賞授与について」
23. 2018年2月27日ロシア連邦政府勲章 314-r 「ミレルA.I程度のP.A.Iの学位にストリピン勲章を授与する.B。
24. 2015年4月16日アルメニア共和国大統領令 NO UP-273-A 「友好勲章を授与する上で.Bミレル」
25. 2006年10月2日付のカザフスタン共和国大統領令 187「ミレルA.Bに「ドスティク」IIの学位を授与する。
26. キルギス共和国大統領の法令 2016年10月15日 UP No. 220 「ミラーA.Bに「ダナカー勲章」を授与する。
27. 南オセチア共和国大統領の法令「ミレルA.Bに名誉勲章を授与する」- ^ b c d f b c c d f f f n i n e f b
28. モルドバ大統領の法令 2009年9月8日 「ロシア連邦のオープン共同株式会社「ガスプロム」の従業員グループに国家賞を授与する上で」
29. グランデ・ウフィシアレ・オルディン・アル・メリト・デッラ・レプッブリカ・イタリアナ・シグアレクセイ・ミレル (イタリア語)
30. アウフステルン・アレル・ドゥルク・デン・ブンデスプレシデンテン・ヴェリエヘネン・エーレンツァイヘン・フュル・ヴェルディエンステ・ウム・ダイ・レプブリク・エステルライヒ・アブ 1952(PDF; 6,9 MB)
31. ヴチッチ・オドリコワオ・ミレラ! シェフ・ガスプロマ・ウ・スルビジ・ドビオ・ジェダン・オド・ナジュヴレドニヒ・オルデナ
32. ガスプロムとペトロベトナムが協力の見通しについて話し合う
33. 2012年2月6日ロシア連邦大統領勲章 第41-rp 「ミラーA.Bロシア連邦大統領名誉証明書の授与について」 - ^ b c d f n f v s te f b c d e f v v 2012年2月7日に取得。2016年3月4日に最初からアーカイブ。
34. 2011年2月25日ロシア連邦政府勲章 285-r 「科学技術分野における2010年ロシア連邦政府の賞授与について」
35. 彼の聖性総主教キリルは、ガスプロム管理委員会A.Bミラーの会長と会います
36. 彼の聖なる総主教キリルは、サンクトペテルブルクのアレクサンドル・ネフスキー広場で祈りの礼拝を行います
37. ビクター・ルニンは、ガスプロム・トランスガズ・ニジニ・ノヴゴロドの50周年に捧げられた厳粛な会議に参加しました - ^ b c d f n f v s te f b c d e f v v 2012年11月27日に取得。2016年3月6日に最初からアーカイブ。
38. オアオ・ガスプロムの首長がカザフスタン正教会功労勲章を授与された
39. ポルタフチェンコは「サンクトペテルブルクの美しさを思い出す」というサインでミラーに賞を授与します。